# Südostasienspiele 2023/Leichtathletik
Bei den Südostasienspielen 2023 in Phnom Penh wurden in der  Leichtathletik im Morodok Techo National Stadium vom 6. bis 12. Mai 2023 47 Wettbewerbe ausgetragen.

## Männer

### 100 m
| Platz | Athlet                 | Land | Zeit (s) |
| ----- | ---------------------- | ---- | -------- |
| 1     | Soraoat Dapbang        | THA  | 10,37    |
| 2     | Marc Brian Louis       | SGP  | 10,39    |
| 3     | Muhammad Haiqal Hanafi | MAS  | 10,45    |
| 3     | Khairul Hafiz Jantan   | MAS  | 10,45    |
| 5     | Ngần Ngọc Nghĩa        | VIE  | 10,46    |
| 6     | Joshua Chua Hanwei     | SGP  | 10,78    |
| 7     | Pen Sokong             | CAM  | 10,80    |
|       | Lalu Muhammad Zohri    | INA  | DNS      |

Wind: −0,1 m/s
Finale: 12. Mai

### 200 m
| Platz                   | Athlet              | Land | Zeit (s) |
| ----------------------- | ------------------- | ---- | -------- |
| 1                       | Soraoat Dapbang     | THA  | 20,62    |
| 2                       | Ngần Ngọc Nghĩa     | VIE  | 20,84    |
| 3                       | Lalu Muhammad Zohri | INA  | 21,02    |
| 4                       | Jonathan Nyepa      | MAS  | 21,31    |
| 5                       | Mark Lee Ren        | SGP  | 21,48    |
| 6                       | Bayu Kertanegara    | INA  | 21,58    |
|                         | Puripol Boonson     | THA  | DNF      |
| Muhammad Arsyad Md Saat | MAS                 | DNS  |          |

Wind: +1,0 m/s
Finale: 8. Mai

### 400 m
| Platz | Athlet               | Land | Zeit (s) |
| ----- | -------------------- | ---- | -------- |
| 1     | Umar Osman           | MAS  | 46,34 NR |
| 2     | Umajesty Williams    | PHI  | 46,52    |
| 3     | Frederick Ramirez    | PHI  | 46,63    |
| 4     | Joshua Atkinson      | THA  | 46,90    |
| 5     | Thana Rajan Thriuben | SGP  | 47,90    |
| 6     | Trần Nhật Hoàng      | VIE  | 48,26    |
| 7     | Abdul Waify Roslan   | MAS  | 49,17    |
| 8     | Trần Đình Sơn        | VIE  | 61,20    |

Finale: 9. Mai

### 800 m
| Platz | Athlet               | Land | Zeit (min) |
| ----- | -------------------- | ---- | ---------- |
| 1     | Chhun Bunthorn       | CAM  | 1:52,91    |
| 2     | Lương Đức Phước      | VIE  | 1:53,34    |
| 3     | Wan Muhammad Fazri   | MAS  | 1:53,86    |
| 4     | Mariano Masano       | PHI  | 1:53,96    |
| 5     | Giang Văn Dũng       | VIE  | 1:54,98    |
| 6     | Maheswaran Shanmugam | MAS  | 1:55,39    |
| 7     | Min Min Zaw          | MYA  | 1:55,99    |
| 8     | Hariharan Krishnan   | SGP  | 1:57,98    |

Finale: 11. Mai

### 1500 m
| Platz | Athlet             | Land | Zeit (min) |
| ----- | ------------------ | ---- | ---------- |
| 1     | Kieran Tuntivate   | THA  | 3:58,51    |
| 2     | Lương Đức Phước    | VIE  | 3:59,31    |
| 3     | Wahyudi Putra      | INA  | 3:59,36    |
| 4     | Alfrence Braza     | PHI  | 4:00,31    |
| 5     | Yun Virak          | CAM  | 4:02,16    |
| 6     | Edwin Giron        | PHI  | 4:04,27    |
| 7     | Prabudass Krishnan | MAS  | 4:05,13    |
| 8     | Giang Văn Dũng     | VIE  | 4:05,41    |

8. Mai

### 5000 m
| Platz | Athlet                 | Land | Zeit (min) |
| ----- | ---------------------- | ---- | ---------- |
| 1     | Kieran Tuntivate       | THA  | 14:34,77   |
| 2     | Sonny Wagdos           | PHI  | 14:36,45   |
| 3     | Robi Syianturi         | INA  | 14:43,45   |
| 4     | Soh Rui Yong           | SGP  | 14:48,43   |
| 5     | Soe Tan Htike          | MYA  | 14:52,22   |
| 6     | Felisberto de Deus     | TLS  | 15:01,79   |
| 7     | Eduard Josh Buenavista | PHI  | 15:07,30   |
| 8     | Yan Vibol              | CAM  | 15:09,65   |

9. Mai

### 10.000 m
| Platz | Athlet                | Land | Zeit (min)  |
| ----- | --------------------- | ---- | ----------- |
| 1     | Rikki Martin Simbolon | INA  | 31:08,85    |
| 2     | Soh Rui Yong          | SGP  | 31:10,70 NR |
| 3     | Soe Tan Htike         | MYA  | 31:25,55    |
| 4     | Agus Prayogo          | INA  | 31:53,52    |
| 5     | Felisberto de Deus    | TLS  | 32:27,76    |
| 6     | Đỗ Quốc Luật          | VIE  | 32:36,32    |
| 7     | Yan Vibol             | CAM  | 32:53,07    |
| 8     | Sonny Wagdos          | PHI  | 33:00,23    |

11. Mai

### Marathon
| Platz | Athlet             | Land | Zeit (h) |
| ----- | ------------------ | ---- | -------- |
| 1     | Agus Prayogo       | INA  | 2:32:59  |
| 2     | Arlan Estobo       | PHI  | 2:33:27  |
| 3     | Hoàng Nguyên Thanh | VIE  | 2:35:49  |
| 4     | Tan Huong Leong    | MAS  | 2:40:26  |
| 5     | Pheara Vanh        | CAM  | 2:41:26  |
| 6     | Trịnh Quốc Lượng   | VIE  | 2:41:36  |
| 7     | Sanchai Namkhet    | THA  | 2:43:47  |
| 8     | Joanito Fernandes  | TLS  | 2:52:41  |

6. Mai

### 20-km Gehen
| Platz | Athlet             | Land | Zeit (h) |
| ----- | ------------------ | ---- | -------- |
| 1     | Hendro Hendro      | INA  | 1:40:42  |
| 2     | Nguyễn Thành Ngưng | VIE  | 1:45:36  |
| 3     | Pyae Phyo Htun     | MYA  | 1:49:39  |
| 4     | Artid Sriwichai    | THA  | 1:51:20  |
| 5     | Srive Tan          | MAS  | 1:52:59  |
| 6     | Xuan-Vinh Vo       | VIE  | 1:56:15  |
| 7     | Fakhrul Razi       | MAS  | 2:02:44  |
| 8     | Sat Nanvirakyuth   | CAM  | 2:29:17  |

6. Mai

### 110 m Hürden
| Platz | Athlet                        | Land | Zeit (s) |
| ----- | ----------------------------- | ---- | -------- |
| 1     | Nattaphon Dansungnoen         | THA  | 13,83    |
| 1     | Ang Chen Xiang                | SGP  | 13,83    |
| 3     | John Cabang                   | PHI  | 13,85    |
| 4     | Clinton Kingsley Bautista     | PHI  | 14,12    |
| 5     | Shareem Aleimran Abdul Rahman | MAS  | 14,62    |
| 6     | Kongkhan Kheuabmavong         | LAO  | 16,93    |
| 7     | Phan Phannchi                 | CAM  | 17,01    |
|       | Benedict Ian Gawok            | MAS  | DNF      |

Wind: −0,1 m/s
10. Mai

### 400 m Hürden
| Platz | Athlet                     | Land | Zeit (s) |
| ----- | -------------------------- | ---- | -------- |
| 1     | Eric Cray                  | PHI  | 50,03    |
| 2     | Natthaphon Dansungnoen     | THA  | 50,73    |
| 3     | Calvin Quek                | SGP  | 50,75    |
| 4     | Halomoan Edwin Binsar      | INA  | 51,54    |
| 5     | Rusleen Zikry Putra Roseli | MAS  | 52,26    |
| 6     | Quách Công Lịch            | VIE  | 53,06    |
| 7     | Alhryan Labita             | PHI  | 53,89    |
| 8     | Deuanpheng Xayyaphea       | LAO  | 55,40    |

Finale: 11. Mai

### 3000 m Hindernis
| Platz | Athlet                 | Land | Zeit (min) |
| ----- | ---------------------- | ---- | ---------- |
| 1     | Nguyễn Trung Cường     | VIE  | 8:51,99    |
| 2     | Lê Tiến Long           | VIE  | 8:53,62    |
| 3     | Pandu Sukarya          | INA  | 8:55,05    |
| 4     | Atjong Tio Purwanto    | INA  | 8:55,49    |
| 5     | Junel Gobotia          | PHI  | 8:59,27    |
| 6     | Eduard Josh Buenavista | PHI  | 9:17,62    |
| 7     | Daren James            | MAS  | 9:24,21    |
| 8     | Ri Udom                | CAM  | 10:36,06   |

10. Mai

### 4 × 100 m Staffel
| Platz | Land        | Athleten                                                                           | Zeit (s) |
| ----- | ----------- | ---------------------------------------------------------------------------------- | -------- |
| 1     | Indonesien  | Lalu Muhammad Zohri Bayu Kertanegara Sudirman Hadi Rico Adith                      | 39,11    |
| 2     | Thailand    | Piyawat Aendu Chayut Khongprasit Muhamah Salaeh Kobsit Sittichai                   | 39,13    |
| 3     | Malaysia    | Jonathan Nyepa Khairul Hafiz Jantan Mohamad Eizlan Dahalan Muhammad Arsyad Md Saat | 39,36    |
| 4     | Singapur    | Joshua Chua Xander Ann Heng Ho Marc Brian Louis Mark Lee                           | 39,36    |
| 5     | Philippinen | Anfernee Lopena Clinton Kingsley Bautista Ernie Calipay John Cabang                | 41,02    |
| 6     | Laos        | Deuanpheng Xayyapheat Kongkhan Kheuabmavong Sorsy Phomphakdi Xaidavahn Vongsavanh  | 41,44    |
|       | Kambodscha  | Khem Nhork Noeb Chanyourong Pen Sokong Phan Phannchi                               | DNF      |

10. Mai

### 4 × 400 m Staffel
| Platz | Land        | Athleten                                                                                   | Zeit (min) |
| ----- | ----------- | ------------------------------------------------------------------------------------------ | ---------- |
| 1     | Philippinen | Clinton Kingsley Bautista Michael del Prado Joyme Sequita Umajesty Williams                | 3:07,22    |
| 2     | Thailand    | Jirateep Bundee Apisit Chamsri Thawatchai Khongjeam Ruamchok Semathong                     | 3:07,23    |
| 3     | Malaysia    | Muhammad Firdaus bin Mohamad Zemi Rusleen Zikry Putra Roseli Tharshan Shanmugam Umar Osman | 3:08,82    |
| 4     | Vietnam     | Quách Công Lịch Trần Đình Sơn Trần Nhật Hoàng Nguyễn Tùng Lâm                              | 3:09,65    |
| 5     | Singapur    | Ng Chin Hui Reuben Rainer Lee Thana Rajan Thriuben Zubin Percy Muncherji                   | 3:10,11    |

12. Mai

### Hochsprung
| Platz | Athlet                 | Land | Höhe (m) |
| ----- | ---------------------- | ---- | -------- |
| 1     | Tawan Kaewkam          | THA  | 2,27 GR  |
| 2     | Vũ Đức Anh             | VIE  | 2,17     |
| 3     | Farrell Glenn Felix    | MAS  | 2,15     |
| 4     | Mohamad Eizlan Dahalan | MAS  | 2,15     |
| 5     | Leonard Grospe         | PHI  | 2,13     |
| 6     | Kobsit Sittichai       | THA  | 2,07     |
| 7     | Ernie Calipay          | PHI  | 2,01     |
| 8     | Yan Chan               | CAM  | 1,95     |

12. Mai

### Stabhochsprung
| Platz         | Athlet              | Land | Höhe (m) |
| ------------- | ------------------- | ---- | -------- |
| 1             | Ernest John Obiena  | PHI  | 5,65 GR  |
| 2             | Kasinpob Chomchanad | THA  | 5,20     |
| 3             | Patsapong Amsam-ang | THA  | 5,20     |
| 4             | Idan Fauzan Richsan | INA  | 4,85     |
| 5             | Mohd Naufal Shahrul | MAS  | 4,80     |
| 6             | Asrul Badroldin     | MAS  | 4,40     |
|               | Elijah Cole         | PHI  | NMH      |
| Low Jun Yu    | SGP                 | NMH  |          |
| Wei Shien Koh | SGP                 | NMH  |          |

6. Mai

### Weitsprung
| Platz | Athlet                | Land | Weite (m) |
| ----- | --------------------- | ---- | --------- |
| 1     | Janry Ubas            | PHI  | 7,85      |
| 2     | Nguyễn Tiến Trọng     | VIE  | 7,66      |
| 3     | Sapwaturrahman        | INA  | 7,62      |
| 4     | Xaidavahn Vongsavanh  | LAO  | 7,53 NR   |
| 5     | Phạm Văn Nghĩa        | VIE  | 7,52      |
| 6     | Suwandi Wijaya        | INA  | 7,47      |
| 7     | Shahrizal Nasharuddin | MAS  | 7,21      |
| 8     | John Marvon           | PHI  | 7,19      |

9. Mai

### Dreisprung
| Platz | Athlet                    | Land | Weite (m) |
| ----- | ------------------------- | ---- | --------- |
| 1     | Andre Anura               | MAS  | 16,06     |
| 2     | Ronnie Malipay            | PHI  | 15,74     |
| 3     | Mark Harry Diones         | PHI  | 15,70     |
| 4     | Nguyễn Thượng Đức         | VIE  | 15,66     |
| 5     | Trần Văn Điển             | VIE  | 15,61     |
| 6     | Pratchaya Tepparak        | THA  | 15,58     |
| 7     | Muhammad Izzul Mohd Rafli | MAS  | 15,38     |
| 8     | Phumiphat Khunmangkon     | THA  | 15,31     |

11. Mai

### Kugelstoßen
| Platz | Athlet                  | Land | Weite (m) |
| ----- | ----------------------- | ---- | --------- |
| 1     | Jakkapat Noisri         | THA  | 17,84     |
| 2     | Phan Thanh Bình         | VIE  | 17,39 NR  |
| 3     | Muhammad Ziyad Zolkefli | MAS  | 17,30     |
| 4     | Jonah Chang Anak Rigan  | MAS  | 16,67     |
| 5     | Willie Morrison         | PHI  | 16,14     |
| 6     | Thongchai Silamool      | THA  | 16,06     |
| 7     | John Mantua             | PHI  | 15,93     |
| 8     | Sim Samedy              | CAM  | 14,65 NR  |

9. Mai

### Diskuswurf
| Platz | Athlet                    | Land | Weite (m) |
| ----- | ------------------------- | ---- | --------- |
| 1     | Muhammad Irfan Shamsuddin | MAS  | 57,83     |
| 2     | Kiadpradid Srisai         | THA  | 51,89     |
| 3     | Bandit Singhatongkul      | THA  | 50,02     |
| 4     | Phan Thanh Bình           | VIE  | 48,42     |
| 5     | Kamal Farhan Abdul Rahman | MAS  | 46,76     |
| 6     | John Mantua               | PHI  | 45,63     |
| 7     | Willie Morrison           | PHI  | 44,14     |
| 8     | Sim Samedy                | CAM  | 37,58     |

11. Mai

### Hammerwurf
| Platz | Athlet                   | Land | Weite (m) |
| ----- | ------------------------ | ---- | --------- |
| 1     | Kittipong Boonmawan      | THA  | 64,49     |
| 2     | Jackie Wong Siew Cheer   | MAS  | 64,20     |
| 3     | Sadat Marzuqi Ajisan     | MAS  | 59,76     |
| 4     | Ye Htet Aung             | MYA  | 57,49     |
| 5     | Tanwarak Kanassavapaisal | THA  | 53,98     |
| 6     | Pang Chamroeun           | CAM  | 51,82 NR  |
| 7     | John Mantua              | PHI  | 42,96     |

6. Mai

### Speerwurf
| Platz | Athlet                  | Land | Weite (m) |
| ----- | ----------------------- | ---- | --------- |
| 1     | Abdul Hafiz             | INA  | 69,60     |
| 2     | Nguyễn Hoài Văn         | VIE  | 69,55     |
| 3     | Agustinus Abadi Ndiken  | INA  | 66,20     |
| 4     | John Paul Sarmiento     | PHI  | 64,23     |
| 5     | Wachirawit Sornwichai   | THA  | 64,10     |
| 6     | Melvin Calano           | PHI  | 63,96     |
| 7     | Ahmad Zawawi Syed Abrar | MAS  | 55,37     |
| 8     | Touch Phoeurn           | CAM  | 47,80 NR  |

6. Mai

### Zehnkampf
| Platz | Athlet                | Land | Punkte |
| ----- | --------------------- | ---- | ------ |
| 1     | Suttisak Singkhon     | THA  | 7468   |
| 2     | Janry Ubas            | PHI  | 6923   |
| 3     | Aries Toledo          | PHI  | 6891   |
| 4     | Wilson Quaik Zhen Han | MAS  | 5090   |

8./9. Mai

## Frauen

### 100 m
| Platz | Athletin                  | Land | Zeit (s) |
| ----- | ------------------------- | ---- | -------- |
| 1     | Shanti Pereira            | SGP  | 11,41    |
| 2     | Supanich Poolkerd         | THA  | 11,58    |
| 3     | Trần Thị Nhi Yến          | VIE  | 11,75    |
| 4     | Zaidatul Husniah Zulkifli | MAS  | 11,83    |
| 5     | Hoàng Dư Ý                | VIE  | 11,85    |
| 6     | Elizabeth-Ann Shee Ru Tan | SGP  | 11,96    |
| 7     | Nur Aishah Rofina Aling   | MAS  | 12,12    |
|       | Kristina Knott            | PHI  | DNS      |

Finale: 12. Mai

### 200 m
| Platz | Athletin                  | Land | Zeit (s)    |
| ----- | ------------------------- | ---- | ----------- |
| 1     | Shanti Pereira            | SGP  | 22,69 GR NR |
| 2     | Trần Thị Nhi Yến          | VIE  | 23,54       |
| 3     | Zaidatul Husniah Zulkifli | MAS  | 23,60       |
| 4     | Kristina Knott            | PHI  | 23,79       |
| 5     | Elizabeth-Ann Tan Shee Ru | SGP  | 24,03       |
| 6     | Nur Afrina Batrisyia      | MAS  | 24,09       |
| 7     | Kha Thanh Trúc            | VIE  | 24,48       |
|       | Athicha Phetkun           | THA  | DSQ         |

Wind: −0,9 m/s
Finale: 8. Mai

### 400 m
| Platz | Athletin           | Land | Zeit (s) |
| ----- | ------------------ | ---- | -------- |
| 1     | Shereen Vallabouy  | MAS  | 52,53    |
| 2     | Nguyễn Thị Huyền   | VIE  | 53,27    |
| 3     | Nguyễn Thị Hằng    | VIE  | 53,84    |
| 4     | Maureen Schrijvers | PHI  | 54,69    |
| 5     | Jessel Lumapas     | PHI  | 56,41    |
| 6     | Benny Nontanam     | THA  | 56,54    |
| 7     | Thippanet Meechan  | THA  | 57,76    |

9. Mai

### 800 m
| Platz | Athletin            | Land | Zeit (min) |
| ----- | ------------------- | ---- | ---------- |
| 1     | Nguyễn Thị Thu Hà   | VIE  | 2:08,55    |
| 2     | Bùi Thị Ngân        | VIE  | 2:08,96    |
| 3     | Goh Chui Ling       | SGP  | 2:09,15    |
| 4     | Bernalyn Bejoy      | PHI  | 2:09,20    |
| 5     | Nurul Mutiara       | INA  | 2:14,35    |
| 6     | Joginder Singh      | MAS  | 2:15,77    |
| 7     | Hizillawanty Jamain | MAS  | 2:16,92    |
| 8     | Ruedee Netthai      | THA  | 2:18,25    |

11. Mai

### 1500 m
| Platz | Athletin            | Land | Zeit (min) |
| ----- | ------------------- | ---- | ---------- |
| 1     | Nguyễn Thị Oanh     | VIE  | 4:16,85    |
| 2     | Bùi Thị Ngân        | VIE  | 4:24,57    |
| 3     | Goh Chui Ling       | SGP  | 4:26,33 NR |
| 4     | Joginder Singh      | MAS  | 4:29,10    |
| 5     | Lodkeo Inthakoumman | CAM  | 4:35,16    |
| 6     | Nurul Mutiara       | INA  | 4:38,64    |
| 7     | Angela Freitas      | TLS  | 4:41,41    |
| 8     | Geetha Sivaraja     | MAS  | 5:00,01    |

9. Mai

### 5000 m
| Platz | Athletin                | Land | Zeit (min) |
| ----- | ----------------------- | ---- | ---------- |
| 1     | Nguyễn Thị Oanh         | VIE  | 17:00,33   |
| 2     | Phạm Thị Hồng Lệ        | VIE  | 17:06,72   |
| 3     | Odekta Elvina Naibaho   | INA  | 17:13,63   |
| 4     | Joida Gagnau            | PHI  | 17:22,48   |
| 5     | Lodkeo Inthakoumman     | CAM  | 17:36,05   |
| 6     | Vanessa Lee Ying Zhuang | SGP  | 18:02,52   |
| 7     | Angela Freitas          | TLS  | 18:35,80   |
| 8     | Abegail Manzano         | PHI  | 18:41,76   |

8. Mai

### 10.000 m
| Platz | Athletin                | Land | Zeit (min) |
| ----- | ----------------------- | ---- | ---------- |
| 1     | Nguyễn Thị Oanh         | VIE  | 35:11,53   |
| 2     | Phạm Thị Hồng Lệ        | VIE  | 35:21,09   |
| 3     | Odekta Elvina Naibaho   | INA  | 35:31,03   |
| 4     | Aye Aye Than            | MYA  | 36:02,54   |
| 5     | Christine Hallasgo      | PHI  | 36:41,08   |
| 6     | Lodkeo Inthakoumman     | CAM  | 37:29,58   |
| 7     | Vanessa Lee Ying Zhuang | SGP  | 37:46,21   |
| 8     | Angela Freitas          | TLS  | 38:11,04   |

12. Mai

### Marathon
| Platz | Athletin              | Land | Zeit (h) |
| ----- | --------------------- | ---- | -------- |
| 1     | Odekta Elvina Naibaho | INA  | 2:48:14  |
| 2     | Lê Thị Thuyết         | VIE  | 2:49:21  |
| 3     | Christine Hallasgo    | PHI  | 2:50:27  |
| 4     | Linda Janthachit      | THA  | 2:58:11  |
| 5     | Myint Myint Aye       | MYA  | 3:11:52  |
| 6     | Aoranuch Aiamtas      | THA  | 3:17:36  |
| 7     | Sharon Tan Fang Yu    | SGP  | 37:46,21 |
| 8     | Nguyễn Thị Ninh       | TLS  | 3:46:44  |

6. Mai

### 20-km-Gehen
| Platz | Athletin               | Land | Zeit (h) |
| ----- | ---------------------- | ---- | -------- |
| 1     | Nguyễn Thanh Phúc      | VIE  | 1:55:02  |
| 2     | Puspita Violine Intan  | INA  | 1:55:14  |
| 3     | Kotchaphon Tangsrivong | THA  | 1:57:11  |
| 4     | Htet Zin May           | MYA  | 2:01:35  |
| 5     | Than Than Soe          | MYA  | 2:10:29  |
| 6     | Nguyễn Thị Vạn         | VIE  | 2:15:22  |

6. Mai

### 100 m Hürden
| Platz | Athletin                   | Land | Zeit (s) |
| ----- | -------------------------- | ---- | -------- |
| 1     | Huỳnh Thị Mỹ Tiên          | VIE  | 13,50    |
| 2     | Nguyên Bùi Thị             | VIE  | 13,52    |
| 3     | Dina Aulia                 | INA  | 13,59    |
| 4     | Emilia Nova                | INA  | 13,96    |
| 5     | Jelly Paragile             | PHI  | 14,01    |
| 6     | Natchaya Chaopakpang       | THA  | 14,23    |
| 7     | Melissa Escoton            | PHI  | 14,33    |
| 8     | Farah Syakira Azif Safarin | MAS  | 14,79    |

Wind: 0,0 m/s
Finale: 10. Mai

### 400 m Hürden
| Platz | Athletin                  | Land | Zeit (s) |
| ----- | ------------------------- | ---- | -------- |
| 1     | Nguyễn Thị Huyền          | VIE  | 56,29    |
| 2     | Robyn Brown               | PHI  |          |
| 3     | Nguyễn Thị Ngọc           | VIE  | 59,09    |
| 4     | Mandy Goh Li              | MAS  | 60,70    |
| 5     | Arisa Weruwanarak         | THA  | 64,50    |
| 6     | Natchaya Chaopakpang      | THA  | 68,44    |
| 7     | Khanmalaiphone Bounyaveun | CAM  | 69,76    |

11. Mai

### 3000 m Hindernis
| Platz | Athletin         | Land | Zeit (min) |
| ----- | ---------------- | ---- | ---------- |
| 1     | Nguyễn Thị Oanh  | VIE  | 10:34,37   |
| 2     | Joida Gagnao     | PHI  | 10:40,96   |
| 3     | Nguyễn Thị Huong | VIE  | 11:00,85   |
| 4     | Abegail Manzano  | PHI  | 11:19,16   |

9. Mai

### 4 × 100 m Staffel
| Platz | Land        | Athletinnen                                                                                | Zeit (s) |
| ----- | ----------- | ------------------------------------------------------------------------------------------ | -------- |
| 1     | Thailand    | Jirapat Khanonta Sukanda Petraksa Athicha Phetkun Manatsada Sammano                        | 44,24    |
| 2     | Vietnam     | Hoàng Dư Ý Huỳnh Thị Mỹ Tiên Kha Thanh Trúc Lê Tú Chinh                                    | 44,51    |
| 3     | Malaysia    | Azreen Nabila Alias Nur Afrina Batrisyia Nur Aishah Rofina Aling Zaidatul Husniah Zulkifli | 44,58 NR |
| 4     | Singapur    | Bernice Liew Yee Ling Clara Goh Si Hui Elizabeth-Ann Tan Shee Ru Nur Izlyn Binte Zaini     | 45,16    |
| 5     | Philippinen | Jessel Lumapas Kayla Anise Richardson Kristina Knott Kyla Ashley Richardson                | 45,17    |
| 6     | Kambodscha  | Seyha Ben Sreypheap Duong Sreyroth Khan Pok Pisey                                          | 49,50    |

10. Mai

### 4 × 400 m Staffel
| Platz | Land        | Athletinnen                                                                         | Zeit (min) |
| ----- | ----------- | ----------------------------------------------------------------------------------- | ---------- |
| 1     | Vietnam     | Minh Hạnh Hoàng Thị Nguyễn Thị Hằng Nguyễn Thị Huyền Nguyễn Thị Ngọc                | 3:33,05    |
| 2     | Philippinen | Bernalyn Bejoy Robyn Brown Jessel Lumapas Maureen Schrijvers                        | 3:37,75    |
| 3     | Thailand    | Sukanya Janchaona Benny Nontanam Sasipim Satachot Arisa Weruwanarak                 | 3:39,29    |
| 4     | Malaysia    | Chelsea Cassiopea Evali Bopulas Mandy Goh Li Nurul Aliah Nor Azmi Shereen Vallabouy | 3:39,89    |

12. Mai

### Hochsprung
| Platz | Athletin                 | Land | Höhe (m) |
| ----- | ------------------------ | ---- | -------- |
| 1     | Thanlada Thongchomphunut | THA  | 1,79     |
| 2     | Phạm Thị Diễm            | VIE  | 1,77     |
| 3     | Michelle Sng             | SGP  | 1,73     |
| 4     | Nguyễn Thanh Vy          | VIE  | 1,70     |
| 5     | Yap Sean Yee             | MAS  | 1,69     |
|       | Sun Soklim               | CAM  | NMH      |

6. Mai

### Stabhochsprung
| Platz       | Athletin                 | Land | Höhe (m) |
| ----------- | ------------------------ | ---- | -------- |
| 1           | Chonthicha Khabut        | THA  | 4,05     |
| 2           | Nor Sarah Adi            | MAS  | 4,05     |
| 3           | Natalie Uy               | PHI  | 4,00     |
| 4           | Diva Renatta Jayadi      | INA  | 4,00     |
| 5           | Chayanisa Chomchuendee   | THA  | 3,95     |
| 6           | Maria Andriani Melabessy | INA  | 3,45     |
|             | Alyana Martinez          | PHI  | NMH      |
| Rachel Yang | SGP                      | NMH  |          |

10. Mai

### Weitsprung
| Platz | Athletin             | Land | Weite (m) |
| ----- | -------------------- | ---- | --------- |
| 1     | Maria Natalia Londa  | INA  | 6,28      |
| 2     | Bùi Thị Thu Thảo     | VIE  | 6,13      |
| 3     | Bùi Thị Loan         | VIE  | 6,02      |
| 4     | Parinya Chuaimaroeng | THA  | 6,00      |
| 5     | Supawat Choothong    | THA  | 5,78      |
| 6     | Nurul Ashikin        | MAS  | 5,67      |
| 7     | Silina Pha Aphay     | LAO  | 5,17      |
| 8     | Pok Pisey            | CAM  | 4,76      |

10. Mai

### Dreisprung
| Platz | Athletin             | Land | Weite (m) |
| ----- | -------------------- | ---- | --------- |
| 1     | Parinya Chuaimaroeng | THA  | 13,60     |
| 2     | Maria Natalia Londa  | INA  | 13,50     |
| 3     | Nguyễn Thị Hương     | VIE  | 13,46     |
| 4     | Nurul Ashikin        | MAS  | 13,23     |
| 5     | Supawat Choothong    | THA  | 12,75     |

8. Mai

### Kugelstoßen
| Platz | Athletin              | Land | Weite (m) |
| ----- | --------------------- | ---- | --------- |
| 1     | Areerat Intadis       | THA  | 16,71     |
| 2     | Eki Febri Ekawati     | INA  | 15,24     |
| 3     | Nani Shahirah Maryata | MAS  | 14,44     |
| 4     | Nurul Aini Squina     | MAS  | 12,56     |
| 5     | Jamela de Asis        | PHI  | 12,46     |
| 6     | Subenrat Insaeng      | THA  | 12,12     |
| 7     | Aira Teodosio         | PHI  | 11,80     |
| 8     | Melissa Yee           | SGP  | 11,69     |

11. Mai

### Diskuswurf
| Platz | Athletin             | Land | Weite (m) |
| ----- | -------------------- | ---- | --------- |
| 1     | Subenrat Insaeng     | THA  | 57,69     |
| 2     | Queenie Kung Ni Ting | MAS  | 50,73     |
| 3     | Cẩm Dung Lê Thị      | VIE  | 45,08     |
| 4     | Nur Atiqah Sufiah    | MAS  | 44,39     |
| 5     | Phon Sovannara       | CAM  | 29,75     |
| 6     | Areerat Intadis      | THA  | 24,18     |

10. Mai

### Hammerwurf
| Platz | Athletin             | Land | Weite (m) |
| ----- | -------------------- | ---- | --------- |
| 1     | Grace Wong Xiu Mei   | MAS  | 61,87 GR  |
| 2     | Mingkamon Koomphon   | THA  | 57,86     |
| 3     | Nurul Hidayah Lukman | MAS  | 49,61     |
| 4     | Panwat Gimsrang      | THA  | 49,05     |
| 5     | Aira Teodosio        | PHI  | 46,21     |

8. Mai

### Speerwurf
| Platz | Athletin                 | Land | Weite (m) |
| ----- | ------------------------ | ---- | --------- |
| 1     | Jariya Wichaidit         | THA  | 52,60     |
| 2     | Gennah Malapit           | PHI  | 49,55     |
| 3     | Evalyn Palabrica         | PHI  | 48,31     |
| 4     | Ng Jing Xuan             | MAS  | 44,58     |
| 5     | Supisara Ngerndist       | THA  | 43,28     |
| 6     | Pavithra Devi Jayaindran | MAS  | 43,16     |

12. Mai

### Siebenkampf
| Platz | Athletin             | Land | Punkte |
| ----- | -------------------- | ---- | ------ |
| 1     | Nguyễn Linh Na       | VIE  | 5403   |
| 2     | Sarah Dequinan       | PHI  | 5369   |
| 3     | Sunisa Khotseemueang | THA  | 5253   |
| 4     | Thành hoàng          | VIE  | 5163   |
| 5     | Norliyana Kamaruddin | MAS  | 4846   |

10. / 11. Mai

## Mixed

### 4 × 400 m Staffel
| Platz | Land        | Athleten                                                                            | Zeit (min) |
| ----- | ----------- | ----------------------------------------------------------------------------------- | ---------- |
| 1     | Vietnam     | Nguyễn Thị Hằng Nguyễn Thị Huyền Trần Đình Sơn Trần Nhật Hoàng                      | 3:21,27    |
| 2     | Thailand    | Joshua Atkinson Benny Nontanam Siripol Phanpae Supanich Poolkerd                    | 3:23,02    |
| 3     | Philippinen | Robyn Brown Michael del Prado Jessel Lumapas Umajesty Williams                      | 3:23,69    |
| 4     | Malaysia    | Umar Osman Abdul Waify Roslan Muhammad Firdaus Musa Chelsea Cassiopea Evali Bopulas | 3:31,25    |

8. Mai